# Maladera magnidentata
Maladera magnidentata är en skalbaggsart som beskrevs av Miyake och Yamaguchi 1998. Maladera magnidentata ingår i släktet Maladera och familjen Melolonthidae. Inga underarter finns listade i Catalogue of Life.